# Walter Muma
Walter Muma (* 5. srpna 1956 Toronto) je kanadský dobrodruh. V roce 1978 absolvoval tříměsíční cestu na mopedu napříč Kanadou a Aljaškou. Cesta, která byla dlouhá 18 660 kilometrů, začala v jeho rodném Torontu dne 3. června 1978. Následně jel na sever do Yukonu a na Aljašku a posléze zpět domů, kam dorazil 7. září 1978. Cestu podnikl na mopedu Motobécane 50V. Svůj první moped si koupil v roce 1975 a ještě toho roku procestoval značnou část provincie Ontario a části USA.